# Allalinhorn
Allalinhorn sau "Allalin" este un pisc cu altitudinea de 4.027 m deasupra n.m. situat în Alpii Pennini (Walliser), Elveția. El este considerat ca unul din vârfurile cele mai frecvent urcat și mai ușor de escaladat din grupa munților de peste 4000 m. Vârful este amplasat între văile  Saas și Matter, la vest de pisc se află grupa muntoasă Allalin, în care se află piscurile  Alphubel, Strahlhorn și Rimpfischhorn care au de asemenea altitudinea de peste 4000 m.

## Legături externe

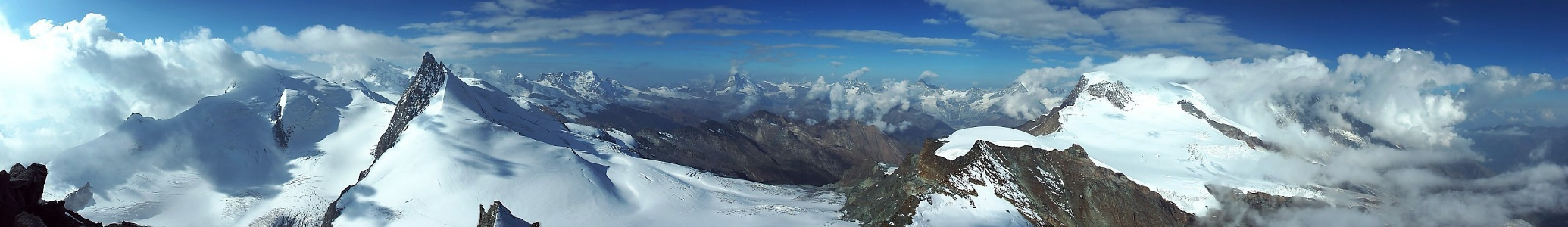
Peisaj cu panorama Allalinhorn